# Miriñaque

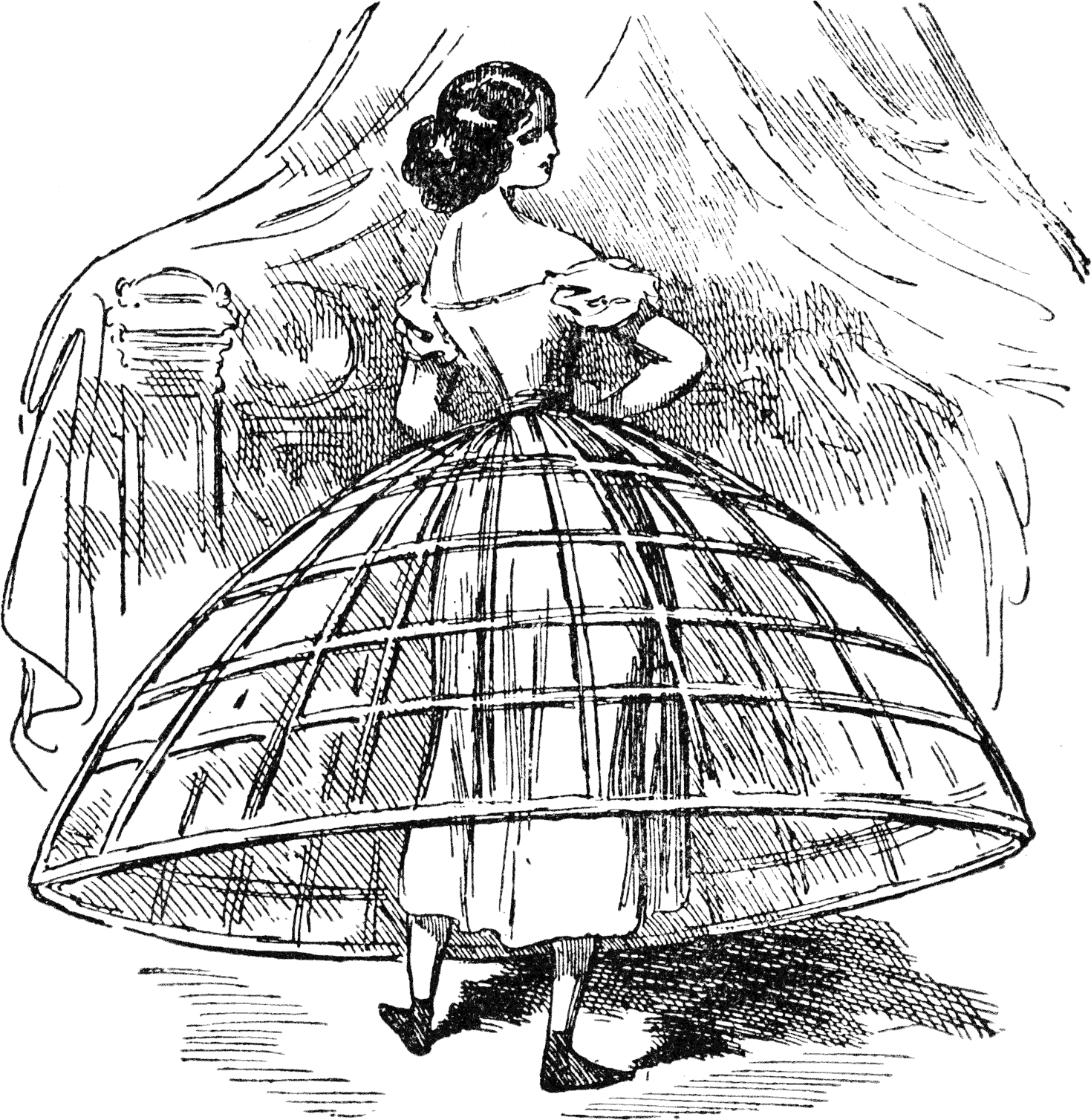
Crinolina.

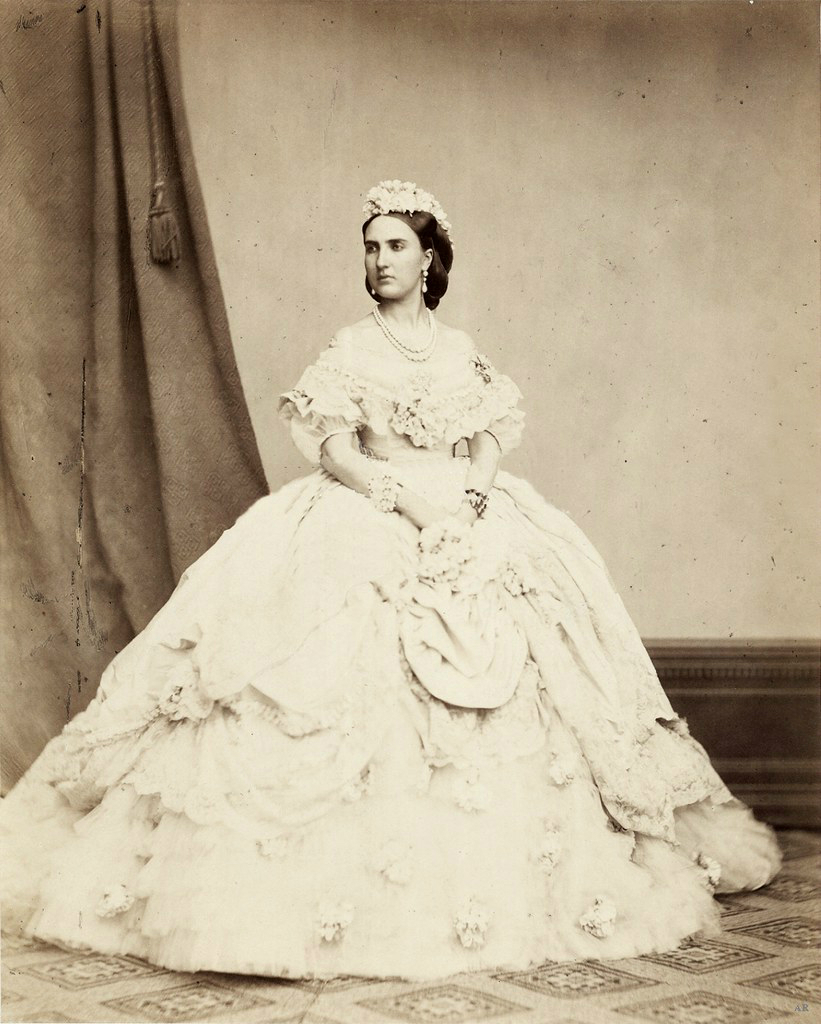
Carlota de México vestida con un amplio miriñaque en 1864.

El miriñaque, también llamado crinolina o armador, fue una forma de falda amplia utilizada por las mujeres acomodadas a lo largo del siglo XIX que se usaba debajo de la ropa. En realidad, el miriñaque consistía en una estructura ligera con aros de metal que mantenía huecas las faldas de las damas, sin necesidad de utilizar para ello las múltiples capas de enaguas almidonadas, que había sido el método utilizado hasta entonces.
El miriñaque fue originalmente una tela rígida con una trama de crin y una urdimbre de algodón o de lino. Apareció alrededor de 1830 pero hacia 1856 se había convertido en una enagua muy amplia de estructura rígida, en forma de jaula con aros de acero, diseñada para sostener las enaguas y el vestido de una mujer en la forma requerida. La crinolina no era en absoluto una estructura completamente rígida e inamovible, pues se balanceaba hacia cualquiera de los lados con los movimientos de la mujer, y cualquier presión sobre una parte de la falda provocaba un movimiento completo de la misma.
Los miriñaques fueron intensivamente usados en su extravagante forma entre 1850 y 1870, alcanzando su máximo tamaño alrededor de 1865. Desde entonces, el término se ha utilizado para designar los variados inventos utilizados para sostener las faldas holgadas hacia diferentes direcciones; sin embargo, estos miriñaques más recientes no guardan relación con los clásicos.

## Historia
Hacia 1850, se vivió un periodo de prosperidad en la economía europea que conllevó una mayor complicación en el vestido femenino; las faldas se agrandaron, en un principio por el incremento del número de enaguas que se colocaban por debajo. La crinolina supuso evitar el peso generado por estas enaguas y permitía el movimiento de las piernas de la mujer dentro de la estructura de acero. Anteriormente ya habían existido elementos como el verdugado en el siglo XVI, el guardainfante en los siglos XVI y XVII o el tontillo en el siglo XVIII, pero el miriñaque decimonónico representó un paso desde el punto de vista de la tecnología utilizada con aros de acero que podían coserse a la enagua o suponer un elemento independiente.
La gran impulsora y difusora en Europa de la crinolina fue la emperatriz Eugenia de Montijo, durante el Segundo Imperio francés. Desde allí se introdujo en España, coincidiendo con el reinado de Isabel II, siendo denominada como miriñaque: en la corte española se había utilizado anteriormente el tontillo, un ahuecador usado durante el siglo XVIII.

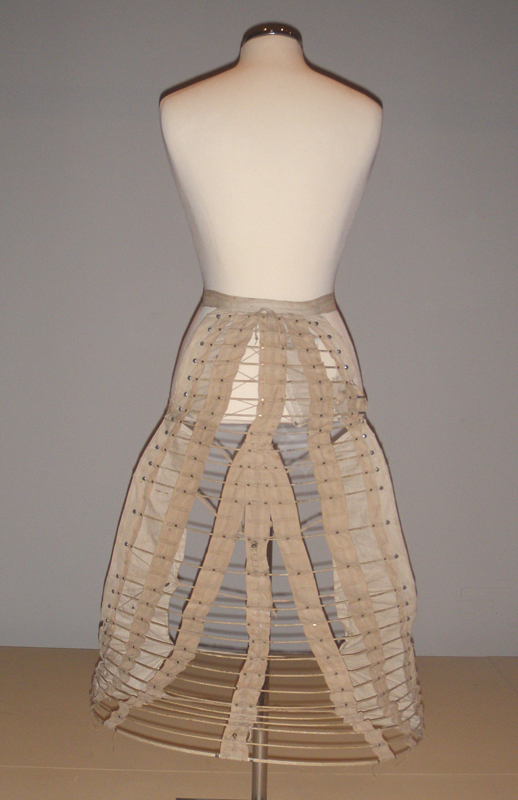
Crinolina, 1873 (Museo Fundación del Folclore del Peloponeso, Nauplia).

Para evitar mostrar las piernas por accidentes de viento, las damas solían llevar por debajo unos pantalones que llegaban hasta los tobillos, normalmente decorados con puntillas y encaje, que en ocasiones asomaban por debajo de la falda al sentarse, lo que era señal de elegancia.
En los últimos años de la década de 1850 el tamaño de las faldas se desmesuró tanto con el uso del miriñaque, que impedía a dos mujeres entrar juntas en una habitación o sentarse en un mismo sofá, ya que la gran amplitud de las faldas lo impedían. En 1860, el miriñaque evolucionó aplastándose un poco por delante, pasando de una forma circular a otra ovalada acumulando la crinolina en la parte de atrás, convirtiéndose en «media crinolina», también llamado «polisón». Este polisón era funcional comparado con el miriñaque original, ya que los aros eran más flexibles y permitían que la mujer pudiera sentarse más cómoda. Cuando la mujer se sentaba los aros del nuevo polisón se juntaban (como cuando se cierra un abanico). Tras alcanzar su máxima amplitud en torno a 1865, el diámetro se fue reduciendo y ovalando más hasta que el armazón se redujo tan solo a la parte de atrás, dejando en 1870 que el delantero de la falda cayera recto y convirtiéndose así en el auténtico polisón y dando a la figura femenina una nueva silueta más vertical.

## Otros usos del término miriñaque
En Yucatán, Campeche y Tabasco, en México, el término ‘miriñaque’ se refiere a los mosquiteros que se colocan en las ventanas o en las puertas para proteger los interiores de los insectos.
En Argentina, se utilizó también para denominar a una estructura que iba al frente de los primeros tranvías eléctricos del siglo XIX, denominar también, "salvavidas" evitaba que si una persona u objeto caían frente al vehículo en movimiento, fuesen a dar debajo del mismo.